# ディエゴ・ゴンサレス・ポランコ
ディエゴ・ゴンサレス・プランコ（Diego González Polanco、1995年1月28日）は、スペイン・チクラーナ・デ・ラ・フロンテーラ出身のサッカー選手。エルチェCF所属。ポジションはディフェンダー。

## クラブ経歴
アンダルシア州カディス県のチクラーナ・デ・ラ・フロンテーラに生まれ、地元アマチュアクラブのEFサンクティ・ペトリから2012年にカディスCFのカンテラに移った。カディスBチームで経験を積んだ後、2012年11月12日、アウェイゲームのアルバセテ・バロンピエ戦にてトップチームデビュー。
2013年、リヴァプールFC やASローマのトライアルを受けるも不合格、レアル・マドリードからは獲得の打診があった。しかし、クラブに留まることを決めたゴンザレスは2014年12月20日、カディスと4年契約を結んだ。
2015年1月20日、グラナダCFのBチームに期限付き移籍した。レンタルから復帰後の同年7月22日、セビージャ・アトレティコに2年契約で移籍した。
セビージャ・アトレティコでレギュラーを掴んで得たトップチーム出場のチャンスは、2015年12月2日のコパ・デル・レイ、UDログロニェス戦だった。翌年5月8日にはグラナダCFとのリーグ戦に途中出場し、ファーストタッチでラ・リーガ初ゴールを決めた。
2017年8月3日、セビージャ・アトレティコでの活躍から、当時1部に在籍していたマラガCFに移籍した。2020年10月3日、マラガはトップチーム登録選手8人をレイオフによって放出したが、ゴンザレスもその一人に含まれ、フリーとなった。
2020年10月9日、エルチェCFにフリーで移籍し、2年契約を交わした。

## 個人成績
| クラブ       | シーズン     | リーグ戦                | リーグ戦 | リーグ戦 | カップ戦 | カップ戦 | その他 | その他 | 欧州 | 欧州 | 通算 | 通算 |
| クラブ       | シーズン     | ディヴィジョン          | 試合     | 得点     | 試合     | 得点     | 試合   | 得点   | 出場 | 得点 | 出場 | 得点 |
| ------------ | ------------ | ----------------------- | -------- | -------- | -------- | -------- | ------ | ------ | ---- | ---- | ---- | ---- |
| カディス     | 2014-15      | セグンダ・ディビシオンB | 0        | 0        | 1        | 0        | 0      | 0      | 0    | 0    | 1    | 0    |
| カディス     | クラブ通算   | クラブ通算              | 0        | 0        | 1        | 0        | 0      | 0      | 0    | 0    | 1    | 0    |
| セビージャ   | 2015–16      | ラ・リーガ              | 2        | 1        | 2        | 0        | 0      | 0      | 0    | 0    | 4    | 1    |
| セビージャ   | 2016–17      | ラ・リーガ              | 3        | 0        | 2        | 0        | 1      | 0      | 0    | 0    | 6    | 0    |
| セビージャ   | クラブ通算   | クラブ通算              | 5        | 1        | 4        | 0        | 1      | 0      | 0    | 0    | 10   | 1    |
| マラガ       | 2017–18      | ラ・リーガ              | 18       | 1        | 0        | 0        | 0      | 0      | 0    | 0    | 18   | 1    |
| マラガ       | 2018-19      | セグンダ・ディビシオン  | 22       | 0        | 1        | 0        | 1      | 0      | 0    | 0    | 24   | 0    |
| マラガ       | 2019-20      | セグンダ・ディビシオン  | 2        | 0        | 0        | 0        | 0      | 0      | 0    | 0    | 2    | 0    |
| マラガ       | クラブ通算   | クラブ通算              | 42       | 1        | 1        | 0        | 1      | 0      | 0    | 0    | 44   | 1    |
| キャリア通算 | キャリア通算 | キャリア通算            | 47       | 2        | 6        | 0        | 2      | 0      | 0    | 0    | 55   | 2    |

## タイトル
スペイン U-21
- UEFA U-21欧州選手権準優勝 : 1回 (2017)[13]